# Гаванский акт 1940 года
Гаванский акт 1940 года (О статусе европейских владений на американском континенте) — документ, регулировавший положение европейских колоний в Америке в условиях Второй мировой войны. Был подписан 29 июля 1940 года на Втором консультативном совещании министров иностранных дел американских государств в Гаване, проходившем с 21 по 30 июля. Обсуждался и был принят по предложению США, опасавшихся, что английские владения в Америке (и других европейских держав) будут захвачены нацистской Германией.
В Гаванском акте 1940 года говорится о том, что европейские владения на американском континенте, которым «будет угрожать опасность стать предметом обмена или замены суверена», могут быть поставлены под временное управление администрации американских республик. При этом в случае необходимости срочных мер «любая американская страна имеет право поступить в отношении этих владений так, как того потребует её оборона» и лишь затем передать вопрос на рассмотрение администрации.
Гаванский акт 1940 года позволил США предпринимать односторонние действия по отношению к европейским владениям в Америке.